# Stepan Prokopovič Timošenko
Stepan Prokopovič Timošenko (ukr. Степан Прокопович Тимошенко, rus. Степан Прокофьевич Тимошенко); (Ukrajina, Šoptivka, 22. prosinca 1878. - SAD, Palo Alto, 29. ožujka 1972.); je ukrajinski znanstvenik kojeg u stručnim krugovima smatraju ocem modernog mehaničkog inženjeringa. Tijekom svog života napravio je veći broj znanstvenih analiza, teorija odnosno autorskih djela na temu mehaničkog inženjeringa, elastičnosti i izdržljivosti materijala, od kojih se neka i danas koriste vrlo često. Timošenko je rođen u ukrajinskoj Černigovskoj oblasti u selu Šoptivki, koje se tada nalazilo u sklopu Ruskog carstva. Također je bio jedan od prvih organizatora i članova Ukrajinske Akademije Znanosti. 
Godine 1922. Stepan Timošenko se preselio u SAD, gdje je u razdoblju između 1923. i 1927. započeo raditi za tvrtku «Westinghouse Electric Corporation». U isto vrijeme je postao predavač na Sveučilištu Michigan gdje je u relativno poželjnijim uvjetima stvorio svoje prve doktorske radove na temu mehaničkog inženjeringa. Njegov autorski rad je potom preveden na 36 svjetskih jezika. Od 1936. Timošenko je radio Sveučilištu Stanford. Godine 1957. Američko Društvo Mehaničkih Inženjera (ASME) u čast Stepana Timošenka dalo je izraditi počasnu znanstvenu medalju njegova imena, koju je on sam prvi primio kao počasni američki građanin.

## Ranija karijera znanstvenika
Stepan Timošenko je studirao u ukrajinskom gradiću Romni, u Sumskoj oblasti, između 1889. i 1896. godine. Svoje školovanje je nastavio na ruskom sveučilištu u Sankt Peterburgu gdje je potom između 1901. i 1903. zaposlen na Politehničkom institutu. Godine 1905. na jednu godinu je poslan na njemačko sveučilište u Göttingen gdje je surađivao i unaprijeđivao svoja znanja zajedno sa znanstvenikom Ludwigom Prandtlom. 
U jesen 1906. Timošenko je kao vrstan stručnjak postavljen na čelo znanstvenog tima na Kijevskom Politehničkom Institutu u sklopu Kijevskog Tehničkog Sveučilišta. Timošenko se kao znanstvenik i predavač zadržao u Kijevu sve do 1911. kada je zbog prosvjeda protiv načina rada tadašnjeg ministra za obrazovanje, protjeran s Instituta. U istom prosvjedu je sudjelovao i njegov kolega ukrajinski znanstvenik Jevgen Oskarovič Paton.
Timošenko je pod političkim pritscima bio prisiljen vratiti se u Sankt Peterburg, gdje je 1913. počeo raditi na Institutu za cestovni promet gdje se zadržao sve do 1917. godine. Tijekom tog razdoblja imao je relativno dovoljno vremena posvetiti se raznim istraživanjima te je napisao niz znanstvenih teorija. Osnivanjem Ukrajinske Narodne Republike, godine 1918. Timošenko se vratio u Kijev gdje je na Ukrajinskog Akademiji Znanosti započeo potpomagati ukrajinskog znanstvenika Volodimira Ivanoviča Vernadskog.  
Nakon što je Imperijalna ruska armija generala Antona Denikina zauzela Kijev 1919., Ukrajinska Akademija Znanosti je zatvorena, a Timošenko je ostao bez posla. Sljedeće godine su boljševici preuzeli vlast u Kijevu, a Timošenko je odlučio prebjeći u tadašnju Jugoslaviju, točnije grad Zagreb gdje je predavao na Zagrebačkom Politehičkom Institutu. U Zagrebu je ostao zapamćen po svojim vrlo stručnim predavanjima, ispočetka na ruskom, a potom i na hrvatskom jeziku.

## Dio znanstvenih radova napisanih u SAD-u
Sveučilište Michigan:
- Coates, W. M., (1929.)
- Goodier, J. N.  Arhivirana inačica izvorne stranice od 9. veljače 2012. (Wayback Machine), (1931.)
- Young, D. H.  Arhivirana inačica izvorne stranice od 29. veljače 2008. (Wayback Machine), (1935.)
- Hetenyi, M. I.  Arhivirana inačica izvorne stranice od 29. veljače 2008. (Wayback Machine), (1936.)
- Zahorski, A. T., (1937.)

Sveučilište Stanford:
- Bergman, E. O., (1938.)
- Lee, E. H., (1940.)
- Hoff, N. J.  Arhivirana inačica izvorne stranice od 15. veljače 2012. (Wayback Machine), (1942.)
- Popov, E. P.  Arhivirana inačica izvorne stranice od 21. siječnja 2012. (Wayback Machine), (1946.)
- Chilton, E. G.  Arhivirana inačica izvorne stranice od 29. veljače 2008. (Wayback Machine), (1947.)

## Neke publikacije na engleskom jeziku
- Applied Elasticity, with J. M. Lessells, D. Van Nostrand Company, 1925
- Vibration Problems in Engineering, D. Van Nostrand Company, 1st Ed. 1928, 2nd Ed. 1937, 3rd Ed. 1955 (with D. H. Young)
- Strength of Materials, Part I, Elementary Theory and Problems, D. Van Nostrand Company, 1st Ed. 1930, 2nd Ed. 1940, 3rd Ed. 1955
- History of The Strength of Materials, McGraw-Hill Book Company, 1953
- Engineering Education in Russia,  McGraw-Hill Book Company, 1959
- As I Remember, D. Van Nostrand, 1968, ASIN: B000JOIJ7I
- Mechanics of Materials , with J. M. Gere, 1st edition, D. Van Nostrand Company, 1972

## Vanjske poveznice
- O znanstvenim djelima Stepana Timošenka, autor Vladimir Tcheparukhin (eng.)  Arhivirana inačica izvorne stranice od 6. prosinca 2012. (Wayback Machine)
- STRUCTURAL MECHANICS AND THEORY OF ELASTICITY DEPARTMENT (eng.)  Arhivirana inačica izvorne stranice od 30. prosinca 2005. (Wayback Machine)
- National Academy of Sciences about Tymoshenko work (eng.)
- Biografija znanstvenika: Тимошенко Степан Прокопович (ukr.)  Arhivirana inačica izvorne stranice od 20. studenoga 2008. (Wayback Machine)